# Meranoplus mucronatus
Meranoplus mucronatus é uma espécie de formiga do gênero Meranoplus, pertencente à subfamília Myrmicinae.